# Gustav Garvares gata
Gustav Garvares gata är en gata i stadsdelen Haga i Umeå. Den korta gatan löper i nord-sydlig riktning, och avgränsas i norr av Arsenalsgatan och Sandaparken, i söder av Hissjövägen och Hagaparken. Från gatan är promenadavståndet till Rådhustorget i centrala Umeå ungefär tio minuter.
Gatans namn anspelar på en garverifabrikör som var verksam på platsen fram till 1930-talets början. Fabrikörens namn var August Lindberg, men vid namngivningen ändrades förnamnet för att åstadkomma en allitteration.

## Historia

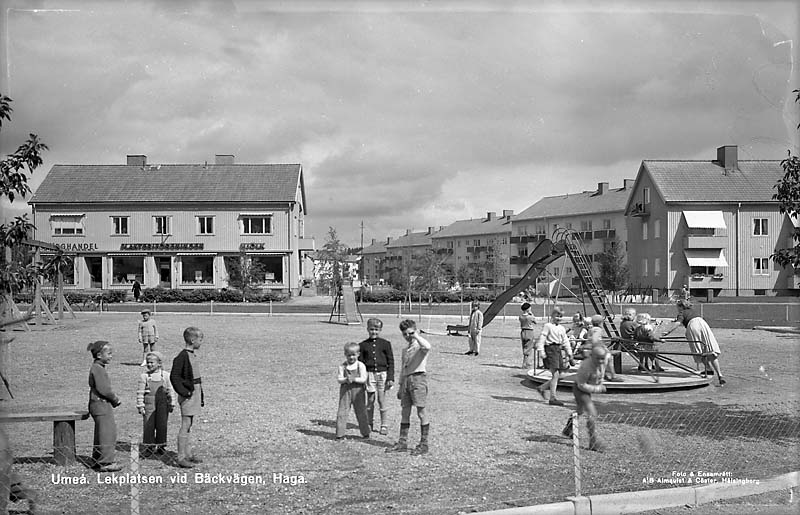
Lek i Hagaparken, med Gustav Garvares gata i bakgrunden (i mitten). På gatan fanns både Konsum och snabbköp, och i huset t.v. fanns färghandel, charkuteri, fisk- och mjölkaffär.

Under 1930- och 1940-talen utarbetades för första gången en svensk nationell bostadspolitik, vilket snart ledde till utökad statlig och kommunal bostadsproduktion – till att börja med främst i storstäderna. I Umeå hade en lokal kommitté kommit fram till att stadens tillväxt krävde 200–300 nya lägenheter per år, och staden anslog därför en premie om 200 kronor per eldstad, vilket snart gav effekt i form av ökat byggande.
De nya mer gynnsamma lånemöjligheterna öppnade också vägen för kooperativa bostadsföretag som HSB och Riksbyggen, som båda etablerade sig Umeå i början av 1940-talet.
Förstaden (som den då kallades) Haga, nära regementet närmast norr om järnvägsstationen och Umeå centrum, "stadsplanerades" först på 1920-talet och bebyggdes inledningsvis med mindre trähus. Först med 1942 års stadsplan medgavs större flerfamiljshus i tre våningar, de första på Kaptensgatan (privat bostadsrättsförening) och Stenmarksvägen (HSB). 

### Modern standard
Ett större bostadskomplex i uppfördes åren 1947–1949 av Riksbyggen och HSB på var sin sida av Gustav Garvares gata, där åtta trevåningshus med tidstypiska fasader i puts och med sammanlagt 133 bostadsrätter om 2–4 rum – med moderna faciliteter som elektrisk spis, kylskåp, badrum, parkettgolv och maskintvättstuga. Arkitekt för Riksbyggens hus var föreningens chefsarkitekt Eric Wåhlin.
Förutom lägenheterna fanns i området två gröna parker, flera affärer, kiosk och frisör, och småskola – klass 1 och 2 och matbespisning inrymdes i en källarlokal i ett av husen – liksom den populära dansbanan Erikslund. Och 1952 invigdes i Hagaparken en ny lekskola, ritad av arkitekten och möbelformgivaren Bruno Mathsson.
Området fick stor lokal uppmärksamhet redan under byggtiden. Lokaltidningarna gjorde flera reportage, och Umeå arbetarekommun anordnade ett lotteri där högsta vinsten var en tvårumslägenhet med uthyrningsrum – ett för tiden vanligt sätt att göra reklam, som använts av till exempel hyresgäströrelsen. Flera lägenheter på gatan köptes in för att hyras ut som hyresrätter, bland annat av Konsum (som hyrde ut till anställda) och den stadsägda Stiftelsen Umegården, som ägnade sig åt hjälp till nödställda.
Till skillnad från andra områden med så kallade barnrikehus utvecklades Gustav Garvares gata – som kallats Sveriges barnrikaste gata – inte till något segregerat "kategoriboende", utan beboddes av såväl arbetare som akademiker.

## Från periferi till centrum
Sjuttio år efter byggstarten har den ursprungligen putsade fasaden täckts av ljusgul plåtbeläggning på Riksbyggens hus och ljusgrön eternit på HSB-husen, samt försetts med stora, inglasade balkonger. Områdets livsmedelsaffärer och andra serviceinrättningar är sedan länge nedlagda. Trafiken på Hissjövägen och parallellgatan Östra kyrkogatan har tätnat, men smågatorna är fortfarande relativt bilfria. Åtskilliga nya bostadsområden har tillkommit utanför Haga och stadsdelen håller på att smälta ihop med innerstaden.

## Mer läsning
- Tafvelin Heldner, Magdalena (1999). Hem för den nya familjen: livet på Gustav Garvares gata i Umeå på 1950-talet och idag. Acta Bothniensia occidentalis, 0347-8114 ; 21. Umeå: Västerbottens läns hembygdsföre. Libris 8383577. ISBN 91-971050-6-6